# Valdealcón
Valdealcón es una pedanía del municipio de Gradefes en la Provincia de León, de Castilla y León, España.

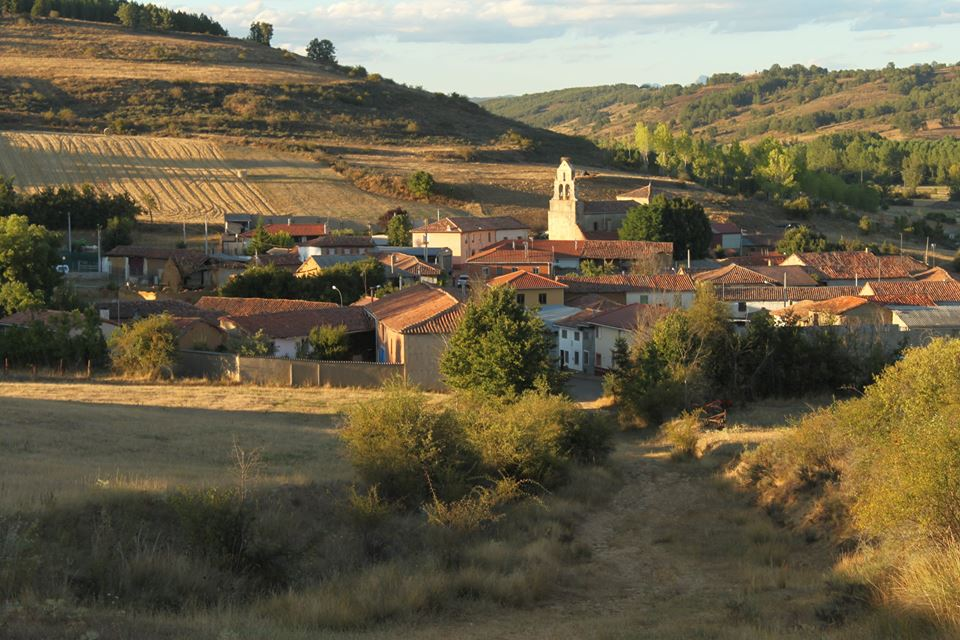
Foto de Valdealcón

## Etimología
En Cartas y escritos antiguos figura como Valde-falcon o Villa de Falcon. Valdehalcón cuando perteneció a la Jurisdicción de Rueda del Almirante. Derivando finalmente en Valdealcón

## Fiestas
Se celebra su fiesta el 8 de septiembre, en honor a su patrón San Adriano de Nicomedia